# Le Départ des volontaires de 1792
Pour les articles homonymes, voir La Marseillaise (homonymie) et Le Chant du départ.
Le Départ des volontaires de 1792, aussi intitulé La Marseillaise ou le Chant du départ, est un haut-relief monumental en pierre, sculpté par François Rude entre 1833 et 1836, situé sur la façade est du pied-droit nord de l'arc de triomphe de l'Étoile. 

## Description
Commandée par Louis-Philippe Ier par l'intermédiaire de son ministre Adolphe Thiers, l'œuvre représente de manière allégorique l'engagement des volontaires nationaux contre les armées de la première Coalition en 1792. 
Les volontaires sont représentés à la manière antique et dominés par une figure ailée, allégorie de la victoire, qui les exhorte au combat. 
Au centre, en bas, un guerrier grec et son jeune éphèbe dont le visuel sera utilisé par la Banque de France pour le billet de 5 francs Violet.

## Analyse
Le mouvement du groupe et l'expression de la figure ailée, dont l'épouse de l'artiste, Sophie Rude, posa pour le visage, caractérise le style romantique de cette sculpture considérée comme le chef-d'œuvre de Rude.
D. Strohl décrivait ainsi la figure ailée: "Elle possède des bras et des pectoraux puissants, cuisses et jambes sont de justes proportions. Bien que de "mâles accents" s'échappent de sa bouche, bien que son bras brandissent le glaive d'un geste irrésistible et bien qu'elle ait un caractère de "virilité" accentuée, cette déesse est cependant gracieuse et cela nous est une nouvelle preuve que "la grâce est la faculté de se servir avec aisance, souplesse et harmonie, de tous les muscles du corps"(Georges Hébert). (Revue l'éducation Physique N°21 -Janvier 1932)

## Postérité

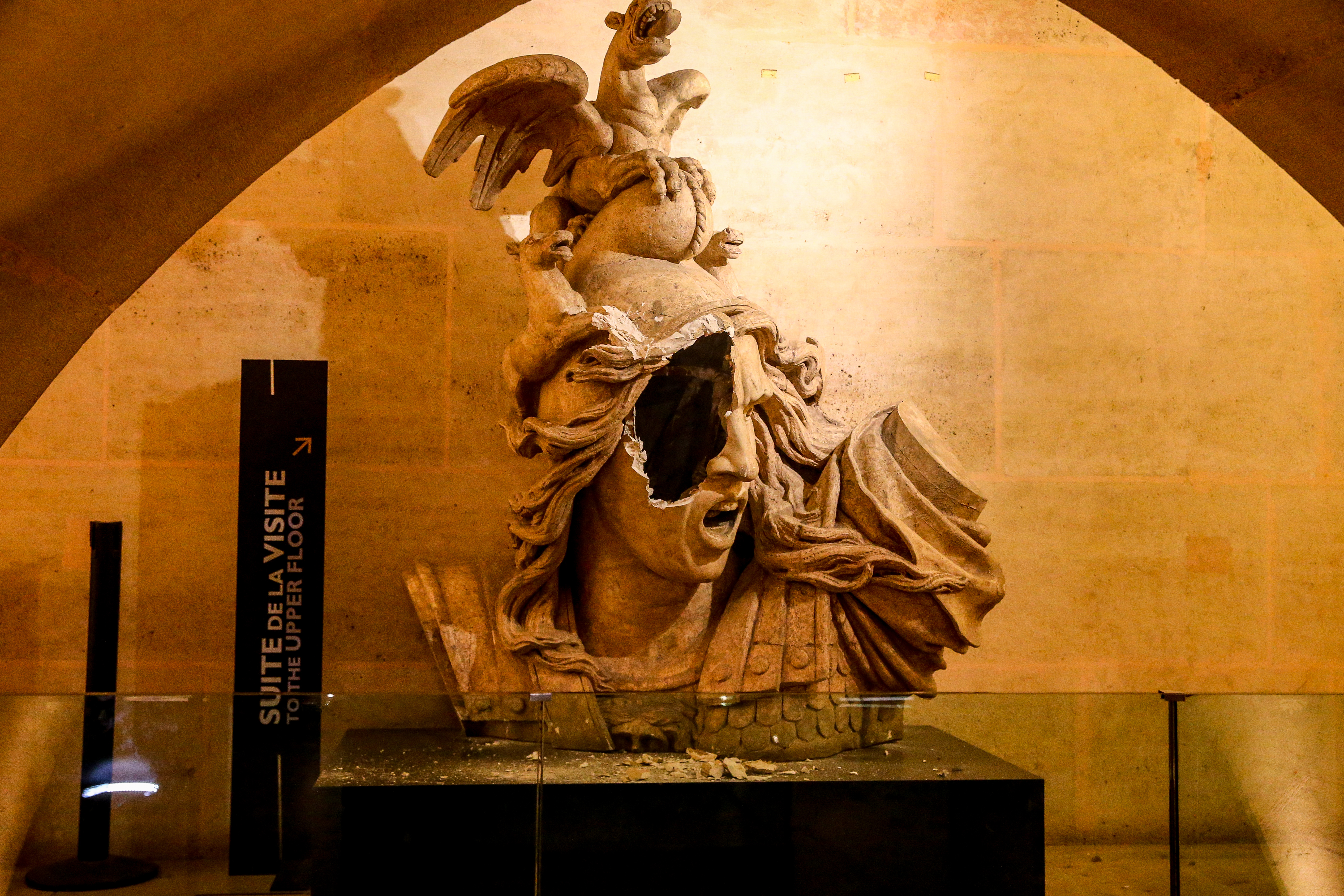
Moulage vandalisé.

Le 25 mars 1943, alors qu'il arrive à Paris, le jeune résistant Daniel Cordier souhaite rendre un hommage au Soldat inconnu avant de rejoindre un contact non loin de la place de l'Étoile. Ayant atteint l'Arc de triomphe, il constate finalement que le monument est entouré de soldats allemands, qui se font prendre en photo devant le haut-relief de La Marseillaise.
Lors de la dégradation de l'Arc de triomphe le 1er décembre 2018, le moulage en plâtre de la tête du Départ des volontaires de 1792, exposé à l'intérieur de l'Arc de triomphe, est vandalisé lors d’une manifestation des Gilets jaunes,.